# Pendevilleïta-(Y)
La pendevilleïta-(Y) és un mineral de la classe dels carbonats.

## Característiques
La pendevilleïta-(Y) és un carbonat de fórmula química Mg₂Y₃Al(UO₂)₂(CO₃)₇(OH)₆(H₂O)₁₆. Va ser aprovada com a espècie vàlida per l'Associació Mineralògica Internacional l'any 2022, i encara resta pendent de publicació. Cristal·litza en el sistema triclínic.
L'exemplar que va servir per a determinar l'espècie, el que es coneix com a material tipus, es troba conservat al Museu Nacional d'Història Natural de Luxemburg, amb el número de catàleg: vp230.

## Formació i jaciments
Va ser descoberta en una mina a cel obert abandonada a finals de la dècada de 1980 situada a la localitat de Kamoto, dins el districte miner de Kolwezi, a la província de Lualaba (República Democràtica del Congo). Aquesta mina congolesa és l'únic indret de tot el planeta on ha estat descrita aquesta espècie mineral.